# Vai con amore
Vai con amore (Blinded by the Light) è un film televisivo del 1980 diretto da John Alonzo e tratto dal romanzo Blinded by the Light di Robin F. Brancato.

## Trama
David Bowers è un adolescente che fugge da casa per unirsi ad una setta religiosa. Sua sorella Janet, rischiando a sua volta il lavaggio del cervello, riesce a raggiungere e a riportarlo a casa.